# Prix de recherche Humboldt
Pour les articles homonymes, voir Humboldt.
Ne doit pas être confondu avec Prix Gay-Lussac Humboldt ou Chaire Humboldt.
Le prix de recherche Humboldt ou prix Humboldt de la recherche est une bourse allouée par la fondation Humboldt à des chercheurs de toutes disciplines, en reconnaissance de leurs travaux académiques dont les découvertes, théories ou perspectives ont eu un impact significatif sur leurs discipline, et qui sont considérés comme susceptibles de déboucher sur des résultats pionniers dans l'avenir. Tout chercheur universitaire, indépendamment de son pays d'origine ou de sa discipline de recherche, est éligible. La Fondation Alexander von Humboldt encourage particulièrement la nomination de femmes universitaires qualifiées.
Les lauréats du prix sont invités à coopérer, pendant une période allant jusqu'à une année, à un projet de recherche de longue durée avec leurs homologues spécialisés d'un institut de recherche en Allemagne. Le prix est doté d'un montant pouvant aller jusqu'à 60 000 euros. Environ 100 prix Humboldt sont décernés chaque année.
Les lauréats sont sélectionnés sur proposition par des chercheurs allemands de réputation internationale, ou par des lauréats du prix. Le prix porte le nom du naturaliste et explorateur allemand Alexander von Humboldt.
Les lauréats bénéficient de plus du soutien du réseau de la fondation Humboldt.

## Lauréats du Prix Humboldt (liste incomplète)
Sciences humaines : 

Carlo Ginzburg, Panajotis Kondylis (en), Claudio Magris, Londa Schiebinger, Lyndal Roper (2019).
Mathématiques :   

Dmitri Anossov, Ole Barndorff-Nielsen (en), Spencer Bloch, Luc Devroye, Messoud Efendiev (de), Alexandre Eremenko, Christian Genest, Mariano Giaquinta, Dima Grigoriev, Victor Guillemin, Uffe Haagerup, David P. Williamson, Harald Helfgott, Toshiyuki Kobayashi, Robert Langlands, Steffen Lauritzen, Roberto Longo, Arnold Mandell (en), Benoît Mandelbrot, Gregori Margulis, Vladimir Mazya (en), Curtis Tracy McMullen, Alexander Merkurjev, John Milnor, Youri Nesterenko, Katsumi Nomizu (en), Alexei Nikolaïevitch Parshin, Florian Pop (en), Gopal Prasad, Alex Rosenberg, D. J. S. Robinson (de), Wolfgang Schmidt, Shayle Searle (en), Igor Shparlinski, Elias Stein, Ulrich Trottenberg (de), Nina Ouraltseva, Anatoly Vershik, Raymond O. Wells, Jr. (en), Ernest Winberg (de), Shing-Tung Yau, Marc Yor, Andrei Zelevinsky.
Physique :
Constantin Bachas, Brian Kennett, Robert W. Boyd, Roy J. Glauber, Theodor W. Hänsch, John L. Hall, Masatoshi Koshiba, Herbert Kroemer, Holger Bech Nielsen, Steven Chu, Waleri Pokrowski (en), Clifford Shull, Pierre-Gilles de Gennes, Hans Georg Dehmelt, Subrahmanyan Chandrasekhar, Nicolaas Bloembergen, Arthur Leonard Schawlow, Julian Schwinger, Robert Hofstadter, Serge Haroche, Karol Penson,Predrag Cvitanović Mikhail Shaposhnikov (de).
Chimie :  

Robert Grubbs, Richard R. Schrock, John B. Fenn, Ahmed Zewail, John Anthony Pople, Robert F. Curl, Paul J. Crutzen, Rudolph Arthur Marcus, Jean-Marie Lehn, Narayan Sadashiv Hosmane (en), Walter Gilbert, Alec Wodtke (de), Richard A. Lerner, Michele Blanc-Muesser.
Biologie :  

Serge Daan (en), Daniel Gianola (en), Dennis Gonsalves (en), Hendrikus Granzier, Bert Hölldobler, Sergej Nedospasov, Hans Othmer, Thomas Dyer Seeley (en), Rüdiger Wehner (en).